# BNP Paribas Poland Open 2022
Il WTA Poland Open 2022 (noto anche come BNP Paribas Poland Open per motivi di sponsorizzazione) è un torneo di tennis femminile che si gioca su campi in terra rossa all'aperto. È la seconda edizione del WTA Poland Open e fa parte della categoria WTA 250 del WTA Tour 2022. Si tiene presso il Legia Tenis & Golf di Varsavia, in Polonia, dal 25 al 31 luglio 2022.

## Teste di serie
| Nazionalità | Giocatrice          | Ranking* | Testa di serie |
| ----------- | ------------------- | -------- | -------------- |
| Polonia     | Iga Świątek         | 1        | 1              |
| Kazakistan  | Julija Putinceva    | 39       | 2              |
| Spagna      | Sara Sorribes Tormo | 41       | 3              |
| Romania     | Irina-Camelia Begu  | 44       | 4              |
| Francia     | Caroline Garcia     | 48       | 5              |
| Ungheria    | Anna Bondár         | 50       | 6              |
| Spagna      | Nuria Párrizas Díaz | 54       | 7              |
| Croazia     | Petra Martić        | 55       | 8              |
|             | Varvara Gračëva     | 59       | 9              |
| Italia      | Jasmine Paolini     | 61       | 10             |
| Belgio      | Maryna Zanevs'ka    | 72       | 11             |

* Ranking al 18 luglio 2022.

## Altre partecipanti
Le seguenti giocatrici hanno ricevuto una wild card:
- Maja Chwalińska
- Weronika Falkowska
- Martyna Kubka

La seguente giocatrice entra nel tabellone principale con il ranking protetto:
- Nadia Podoroska

Le seguenti giocatrici sono passate dalle qualificazioni:

- Alexandra Cadanțu-Ignatik
- Sara Errani
- Arianne Hartono
- Jesika Malečková
- Rebeka Masarova
- Raluca Șerban

Le seguenti giocatrici entrano nel tabellone principale come lucky loser:
- Laura Pigossi
- Kateryna Baindl
- Gabriela Lee

## Ritiri
Prima del torneo
- Irina-Camelia Begu → sostituita da  Laura Pigossi
- Kaja Juvan → sostituita da  Magdalena Fręch
- Marta Kostjuk → sostituita da  Danka Kovinić
- Julija Putinceva → sostituita da  Gabriela Lee
- Laura Siegemund → sostituita da  Ana Bogdan
- Sara Sorribes Tormo → sostituita da  Kateryna Baindl
- Zhang Shuai → sostituita da  Misaki Doi
- Tamara Zidanšek → sostituita da  Clara Burel

## Partecipanti al doppio

### Teste di serie
| Nazione    | Giocatrice        | Nazione  | Giocatrice           | Rank1 | Teste di serie |
| ---------- | ----------------- | -------- | -------------------- | ----- | -------------- |
| Ungheria   | Anna Bondár       | Belgio   | Kimberley Zimmermann | 119   | 1              |
| Polonia    | Katarzyna Kawa    | Polonia  | Alicja Rosolska      | 125   | 2              |
| Georgia    | Natela Dzalamidze | Svizzera | Viktorija Golubic    | 159   | 3              |
| Kazakistan | Anna Danilina     | Germania | Anna-Lena Friedsam   | 174   | 4              |

* Ranking al 18 luglio 2022.
Le seguenti coppie di giocatrici hanno ricevuto una wild card per il tabellone principale:
- Zuzanna Bednarz /  Weronika Ewald
- Ania Hertel /  Martyna Kubka

La seguente coppia di giocatrici è entrata nel tabellone principale con il ranking protetto:
- Paula Kania-Choduń /  Renata Voráčová

### Ritiri
Prima del torneo
- Sophie Chang /  Angela Kulikov → sostituite da  Nuria Párrizas Díaz /  Arantxa Rus
- Anna Danilina /  Aleksandra Krunić → sostituite da  Anna Danilina /  Anna-Lena Friedsam
- Katarzyna Kawa /  Vivian Heisen → sostituite da  Andrea Gámiz /  Laura Pigossi
- Katarzyna Piter /  Alicja Rosolska → sostituite da  Katarzyna Kawa /  Alicja Rosolska
- Laura Siegemund /  Zhang Shuai → sostituite da  Réka Luca Jani /  Adrienn Nagy

## Punti e montepremi
| Torneo    | Torneo              | V      | F      | SF     | QF    | 2T    | 1T    | Q  | Q2    | Q1    |
| Singolare | Punti               | 280    | 180    | 110    | 60    | 30    | 1     | 18 | 12    | 1     |
| Singolare | Premi in denaro ($) | 33,200 | 19,750 | 11,000 | 6,200 | 3,800 | 2,725 | –  | 2,000 | 1,300 |
| Doppio    | Punti               | 280    | 180    | 110    | 60    | -     | 1     | –  | –     | –     |
| Doppio    | Premi in denaro ($) | ND     | 6,700  | 3,950  | 2,350 | -     | 1,800 | –  | –     | –     |

## Campionesse

### Singolare
Caroline Garcia ha sconfitto in finale  Ana Bogdan con il punteggio di 6–4, 6–1.
- È il secondo titolo stagionale per la Garcia, il decimo della carriera.

### Doppio
Anna Danilina /  Anna-Lena Friedsam hanno sconfitto in finale  Katarzyna Kawa /  Alicja Rosolska con il punteggio di 6–4, 5–7, [10–5].